# ایزابل وایت
ایزابل وایت (انگلیسی: Isabelle White; ۱ سپتامبر ۱۸۹۴ – ۲۴ ژوئن ۱۹۷۲) شیرجه‌رو اهل بریتانیا بود.